# Junius Ho
Junius Kwan-yiu Ho JP (em chinês:  何君堯  ; nascido a 4 Junho 1962) é um político e advogado de Hong Kong. É ex-presidente da Sociedade de Direito de Hong Kong e presidente do Comité Rural de Tuen Mun e foi membro eleito no Conselho Distrital de Tuen Mun entre 2015-2019.

## Vida inicial
Ho veio duma linha de conselheiros locais. Cresceu na antiga vila de Leung Tin, (em chinês:  良田村) em Tuen Mun. É descendente da 32ª geração do seu clã Hakka, que remonta ao século X.
Ho frequentou o Queen's College Hong Kong de 1975 a 1979, seguindo-se o Reino Unido, onde se matriculou no Instituto Chelmer de Ensino Superior e obteve um bacharelado em 1984. Ho inscreveu-se num programa de pós-graduação na Universidade de Hong Kong em 1984 e obteve a sua qualificação profissional obrigatória, o certificado de pós - graduação em leis (PCLL) em 1986.

## Carreira jurídica
Após obter a suas qualificações, foi admitido como advogado em Hong Kong em 1988 e igualmente em Singapura, Inglaterra e País de Gales em 1995 e 1997.
É o sócio senior de um escritório de advocacia em Hong Kong e o representante de um gabinete de advocacia em Guangzhou. A sua especialidade é o contencioso civil, especializado em disputas de acionistas e famílias. Foi nomeado oficial atestado pela China em 2003.
Tornou-se vice-presidente da Sociedade de Direito de Hong Kong em Junho de 2005 e foi eleito presidente por um ano em Maio de 2011, após o qual serviu como membro do conselho.
Em 2017, as suas qualificações legais na Inglaterra e País de Gales e Singapura, foram contestadas, e a Autoridade de Regulação de Solicitadores (SRA) foi contatada sobre este assunto. Foi relatado que o indivíduo com o nome de "Junius Kwan-Yiu Ho" não parecia constar nos registos do SRA. A disputa, no entanto, foi esclarecida mais tarde, pois um membro com o nome "Kwan Yiu Ho" parece figurar nos registos da SRA.

### Prémio honorário da Universidade Anglia Ruskin
Em 2011, Junius Ho foi agraciado como um título honorário de Doutor em Direito pela Universidade de Anglia Ruskin, com a universidade descrevendo-o como um "embaixador excepcional". Após o ataque de Yuen Long de 2019, foi lançada uma petição online via Change.org pedindo à Universidade de Anglia Ruskin a reconsideração do título honorário, tendo a universidade sido notificada assim que a petição alcançou 500 assinaturas. Em 26 de outubro, Lord Alton de Liverpool, publicou uma carta dirigida ao vice-chanceler da Universidade de Anglia Ruskin, solicitando que a universidade considerasse retirar o doutorado honorário a Ho, citando exemplos de suposta "misoginia", "extremismo" e "racismo". Em 28 Outubro 2019, a Universidade de Anglia Ruskin retirou o diploma honorário de Ho após uma investigação, emitindo uma declaração: "A conduta do Sr. Ho desde que foi homenageado causou crescente preocupação".

## Carreira política
Em Maio 2017, o advogado pró-democracia Kevin Yam, publicou um artigo solicitando aos advogados para não votarem em Junius Ho para o conselho de governo da Sociedade de Direito de Hong Kong. Embora tenha processado por difamação, Ho não foi reeleito, e ficou em último lugar com  apenas 572 dos 8.148 votos da eleição. Nas eleições do Conselho Distrital de 2019, Ho perdeu o seu posto contra o rival Lo Chun-yu.

## Ideologia política

### Casamento entre pessoas do mesmo sexo
Ho fez várias declarações controversas sobre questões relacionadas à comunidade LGBT. No final de Abril 2017, após uma ação judicial sobre benefícios do governo para trabalhadores civis que mantêm relações sexuais entre pessoas do mesmo sexo, Ho disse que a legalização do casamento entre pessoas do mesmo sexo em Hong Kong levaria à aceitação de bestialidade e incesto. Os comentários de Ho foram criticados por outros membros da LegCo.  Por exemplo, Raymond Chan, que é um membro abertamente [[gay da LegCo, condenou veementemente os comentários de Ho.

### Movimento de memorialização da Praça de Tiananmen
Em Junho de 2017, Junius Ho foi o único parlamentar pró-establishment a votar a favor de uma moção para comemorar o massacre de 4 de junho de 1989 dos manifestantes da Praça da Paz Celestial no Conselho Legislativo. Ele expressou simpatia pelos estudantes chineses antes da repressão do Exército de Libertação Popular.
Em Setembro 2017, Ho apresentou uma petição apelando à Universidade de Hong Kong que investigasse Tai e organizou um comício pedindo a remoção deste. Durante a manifestação, um dos oradores convidados de Ho, o líder rural Tsang Shu-wo, disse no palco que os apoiantes do movimento separatista da independência de Hong Kong deveriam ser "mortos" (殺). É relatado que Ho então gritou a frase (無 赦) que pode significar "sem amnistia" ou "sem piedade" ao microfone. Após a manifestação, houve muitas alegações contra Ho, por alegadamente  incitar o assassinato de apoiantes da independência de Hong Kong. Vinte e dois legisladores pró-democracia emitiram uma declaração conjunta condenando os comentários de Ho. Outros funcionários do governo também aludiram que os comentários de Ho eram inapropriados.

## Controvérsias

### Alegado envolvimento no ataque de Yuen Long
Anterior ao ataque de Yuen Long em 2019, Ho foi filmado supostamente apoiando e congratulando um grupo de homens de branco. Quando confrontado sobre o suposto envolvimento no ataque de Yuen Long, Ho afirmou que estava lá a cumprimentar alguns apoiantes, o que seria normal já que ele próprio mora em Yuen Long. Após o incidente, Ho disse que os homens de branco estavam apenas "a defender os seus".  Em 22 de julho de 2019, a vitrine do círculo eleitoral de Ho em Tsuen Wan foi transformada num Lennon Wall antes de ser saqueada ao fim do dia. O escritório de Ho em Tuen Mun também atraiu protestos no dia seguinte.

### Insultos

#### "Vai tocar à gaita"
Em 9 de Agosto 2019, Junius Ho criou um post nas redes sociais comparando  uma foto de manifestantes e legisladores pró-democracia à série de filmes de crime de Hong Kong Young and Dangerous . Uma utilizadora dessa rede comentou que ele  'se devia entregar' (自首), uma referência ao seu suposto envolvimento no ataque de Yuen Long. Ho respondeu com a frase 'vai tocar à gaita' (自慰). Este seu comentário foi criticado eventualmente apagado. Ho recusou-se a pedir desculpas.

## Posições atuais
- Membro do conselho consultivo de Yan Oi Tong (1997 até o presente) [26]
- Representante indígena indígena de Leung Tin Tsuen[27]

## Honras e prémios
- Justiça da paz (1 de julho de 2016) [28]
- LLD honorário da Universidade de Ciência Política e Direito da China (2019) [29]

## Vida pessoal
Ho tem dois cavalos, Alex Flyer ( e Hong Kong Bet (青山 之 寶) que correm no Hong Kong Jockey Club. As sepulturas dos pais de Ho foram vandalizadas durante os protestos de Hong Kong em 2019-20, que se acredita devidos à sua alegada associação com os ataques de Yuen Long,  embora a identidade dos atacantes permaneça desconhecida.